# Costantinella terrestris
Costantinella terrestris är en svampart som först beskrevs av Heinrich Friedrich Link, och fick sitt nu gällande namn av S. Hughes 1958. Costantinella terrestris ingår i släktet Costantinella och familjen Morchellaceae.  Arten är reproducerande i Sverige. Inga underarter finns listade i Catalogue of Life.